# Hermosillo, San Cristobal De Casas
Hermosillo är en ort i Mexiko.   Den ligger i kommunen San Cristobal De Casas och delstaten Chiapas, i den sydöstra delen av landet, 700 km öster om huvudstaden Mexico City. Hermosillo ligger 2 176 meter över havet och antalet invånare är 160.
Terrängen runt Hermosillo är kuperad. Runt Hermosillo är det tätbefolkat, med 550 invånare per kvadratkilometer. Närmaste större samhälle är San Cristóbal de las Casas, 3,2 km söder om Hermosillo. I omgivningarna runt Hermosillo växer huvudsakligen savannskog.